# チーム・バースFC
チーム・バース・フットボール・クラブ（Team Bath Football Club）はイングランド、サマセット州、バースを本拠地とするサッカークラブチームである。2007-2008シーズンはサウザンプレミアフットボールリーグ・プレミアディヴィジョン（7部相当）に所属。

## 大学チーム
イギリスのバースにあるバース大学のサッカークラブチームである。

## タイトル

### 国内タイトル
- ウェスタンリーグ・プレミアディヴィジョン:1回

2002-2003
- ウェスタンリーグ・ディヴィジョン1:1回

2000-2001

### 国際タイトル
- なし

## 歴代所属選手
- アレックス・マッカーシー 2008